# Oldřich Čech (ortoped)
Oldřich Čech (19. července 1928 Praha – 19. srpna 2020 Praha) byl český lékař, ortoped, který patřil k zakladatelům moderní české ortopedie. V letech 1984–1993 vedl Ortopedickou kliniku 3. lékařské fakulty Univerzity Karlovy a Fakultní nemocnice Královské Vinohrady jako její první přednosta. Věnoval se rozvoji operačních postupů v ortopedii a traumatologii, zejména chirurgické léčbě kyčelních kloubů a osteosyntéze.

## Životopis
Narodil se roku 1928 v Praze jako nejstarší ze tří bratrů. Rodina žila v Dolních Počernicích. Po maturitě na libeňském gymnáziu v roce 1947 absolvoval Lékařskou fakultu Univerzity Karlovy. Po promoci v roce 1952 nastoupil na ortopedicko-traumatologické oddělení nemocnice v Kladně u prim. MUDr. Ludvíka Seidla. Posléze s kladenskými ocelárnami Poldi spolupracoval na vývoji českého typu kloubní protézy (náhrady označené Poldi-Čech se používaly od r. 1972).
Pak zahájil externí aspiranturu na téma "Poranění vazivového aparátu kolenního kloubu v klinice a experimentu" ve Výzkumném ústavu tělovýchovném a v jejím rámci působil na chirurgické klinice v nemocnici Na Bulovce pod vedením prof. J. Knoblocha, jenž byl vedle prof. V. Nováka jeho školitelem. Práci obhájil v roce 1963. Po pěti letech přešel na I. ortopedickou kliniku Fakulty všeobecného lékařství UK, sídlící Na Bojišti, a stal se primářem. Na tomto pracovišti v roce 1969 provedl první implantaci totální endoprotézy kyčelního kloubu v Československu.
V roce 1984 se stal prvním přednostou Ortopedické kliniky Lékařské fakulty hygienické UK a Fakultní nemocnice Královské Vinohrady. Pracoviště bylo po přestavbě prostor plastické chirurgie otevřeno v dubnu 1985. Mezi lety 1993–2006 působil na Klinice Dr. Pírka v Mladé Boleslavi. Od roku 1995 vedl také soukromou ambulanci ve Středisku profesora Čecha v Praze 9 (na Černém Mostě).
V roce 1963 získal vědeckou hodnost kandidáta věd (CSc.) a roku 1982 pak doktora věd (DrSc.). Habilitoval se v roce 1983 a po dvou letech byl jmenován profesorem. Od roku 1988 působil jako člen-korespondent Československé akademie věd.
Mezi jeho žáky se zařadili profesoři ortopedie Martin Krbec, Antonín Sosna, Tomáš Trč či Valér Džupa. Bratr Evžen Čech (1932–2014) byl profesorem gynekologie a porodnictví na 1. lékařské fakultě Univerzity Karlovy.
Věnoval se také kanoistice. Zasedal v komisích Mezinárodní kanoistické federace. Jako rozhodčí se zúčastnil soutěží na divoké vodě na Letních olympijských hrách 1972 v Mnichově. Během 80. let pracoval také jako sportovní lékař fotbalové SK Slavia Praha a byl lékařem české reprezentace na Euru 1996.

## Publikační činnost
Za monografii Pseudoarthrosis obdržel Steinmannovu cenu.